# Mott-Streuung
Die Mott-Streuung (nach Nevill F. Mott) ist die elastische Streuung eines als punktförmig betrachteten Spin-1/2-Teilchens (Fermions), z. B. eines Elektrons, an einer statischen, punktförmigen Ladung ohne Spin. Sie wird in der Kern- und Teilchenphysik ausgenutzt, um die Strukturen von Nukleonen (Proton und Neutron) oder deren Bestandteilen, den Quarks, zu untersuchen.
Dieser Streumechanismus ist ähnlich der Rutherford-Streuung, bei der ein spinloses Teilchen an einer Ladung gestreut wird. Das mit dem Spin verbundene magnetische Moment ergibt jedoch eine zusätzliche Spin-Bahn-Wechselwirkung.
Die elastische Streuung zweier punktförmiger Teilchen, die beide einen Spin haben, heißt Dirac-Streuung.
Der differentielle Wirkungsquerschnitt der Mott-Streuung, der Mott-Wirkungsquerschnitt, ist:
{\displaystyle {\begin{aligned}\left({\frac {\mathrm {d} \sigma }{\mathrm {d} \Omega }}\right)_{\textrm {Mott}}&=\left({\frac {\mathrm {d} \sigma }{\mathrm {d} \Omega }}\right)_{\textrm {Rutherford}}\cdot \left[1-\left({\tfrac {v}{c}}\right)^{2}\cdot \sin ^{2}\left({\tfrac {\theta }{2}}\right)\right]\\&=\left({\frac {2ZZ'e^{2}}{4\pi \varepsilon _{0}}}\right)^{2}\cdot {\frac {E^{2}}{(qc)^{4}}}\cdot \left[1-\left({\frac {v}{c}}\right)^{2}\cdot \sin ^{2}\left({\frac {\theta }{2}}\right)\right]\end{aligned}}}
mit
- {\displaystyle Z,Z'}: Ordnungszahlen bzw. Ladungen (als Vielfache der Elementarladung) der beiden beteiligten Teilchen
- e: Elementarladung
- {\displaystyle \varepsilon _{0}}: elektrische Feldkonstante
- E: relativistische Gesamtenergie des Fermions nach der Streuung: {\displaystyle E^{2}=(pc)^{2}+(mc^{2})^{2}}
  - p: Impuls
  - c: Lichtgeschwindigkeit
  - m: Masse des Fermions
- q: Impulsübertrag: {\displaystyle q=2\gamma mv\sin \left({\tfrac {\theta }{2}}\right)}
  - Lorentzfaktor {\displaystyle \gamma ={\frac {1}{\sqrt {1-\left({\tfrac {v}{c}}\right)^{2}}}}}
  - v: Geschwindigkeit
  - {\displaystyle \theta }: Streuwinkel.

Die Abhängigkeit vom Streuwinkel {\displaystyle \theta } lässt sich so verstehen, dass die Rückwärtsstreuung ({\displaystyle \theta =\pi }) unterdrückt wird. Dies entspräche nämlich einem Spinflip; dieser ist bei einem spinlosen Targetteilchen nicht möglich.
Im nichtrelativistischen Grenzfall (d. h. Vernachlässigung des Spins wegen {\displaystyle \beta ={\frac {v}{c}}\ll 1}) geht der Mott-Streuquerschnitt in den Rutherford-Streuquerschnitt über.
Die Mott-Streuung bildet die Grundlage für den Mott-Detektor, mit dem die Richtung des Spins von Elektronen bestimmt werden kann.